# (5329) Decaro
(5329) Decaro est un astéroïde de la ceinture principale.

## Description
(5329) Decaro est un astéroïde de la ceinture principale. Il fut découvert le 21 décembre 1989 à Siding Spring par Robert H. McNaught. Il présente une orbite caractérisée par un demi-grand axe de 2,61 UA, une excentricité de 0,27 et une inclinaison de 13,4° par rapport à l'écliptique.

## Compléments